# Старожил (фильм)
«Старожил» — художественный фильм, дебютная лента режиссёра Искандера Хамраева. Снят на киностудии Ленфильм, по сценарию Никодима Гиппиуса, в 1961 году. Основная часть съемок прошла в городе Волжский Волгоградской области.

## Сюжет
Именем Андрея Крутикова названа улица в новом городе. Он был первым ребёнком, родившемся в посёлке строителей. Прошли годы и подросший Андрей, уважительно зовущийся старожилом, не может похвастаться своими успехами. Учится он посредственно, иногда не в меру шалит, может приврать и обидеть товарища. Он видит свои недостатки, но не знает как с ними справиться. Дружба с новым мальчиком, актёром приехавшего к ним на гастроли цирка, помогла Андрею поменять своё отношение к жизни. Лозунг артиста: «От простого — к сложному», ребята применили к учёбе и за короткий срок, подтянувшись по математике, успешно написали годовую контрольную.

## В ролях
- Виктор Перевалов — Андрей Крутиков
- Толя Архипов — Борис Скалов
- Миша Екимов — Мишка, соседский малыш
- Валя Нехнаева — Таня Синицына
- Саша Арцимович — Лёва Пелевин
- Валентина Романова — Евдокия Петровна, бабушка Андрея
- Нелли Лазарева — Анна Васильевна, учительница
- Николай Харитонов — председатель Горсовета
- Олег Хроменков — монтёр
- Александр Орлов — работник манежа
- Анатолий Абрамов — эпизод
- Светлана Мазовецкая — эпизод
- Майя Блинова — эпизод
- Виталий Матвеев — стрелок ВОХР
- Георгий Сатини — дядя Серёжа
- Александр Суснин — эпизод
- Жанна Сухопольская — эпизод
- Галина Теплинская — эпизод
- Анатолий Степанов - директор школы
- Константин Берман - клоун Костя

## Съёмочная группа
- Сценарист: Никодим Гиппиус
- Режиссёр: Искандер Хамраев
- Оператор: Константин Рыжов
- Композитор: Николай Червинский
- Художник: Семён Малкин